# Cirilo Antonio Rivarola

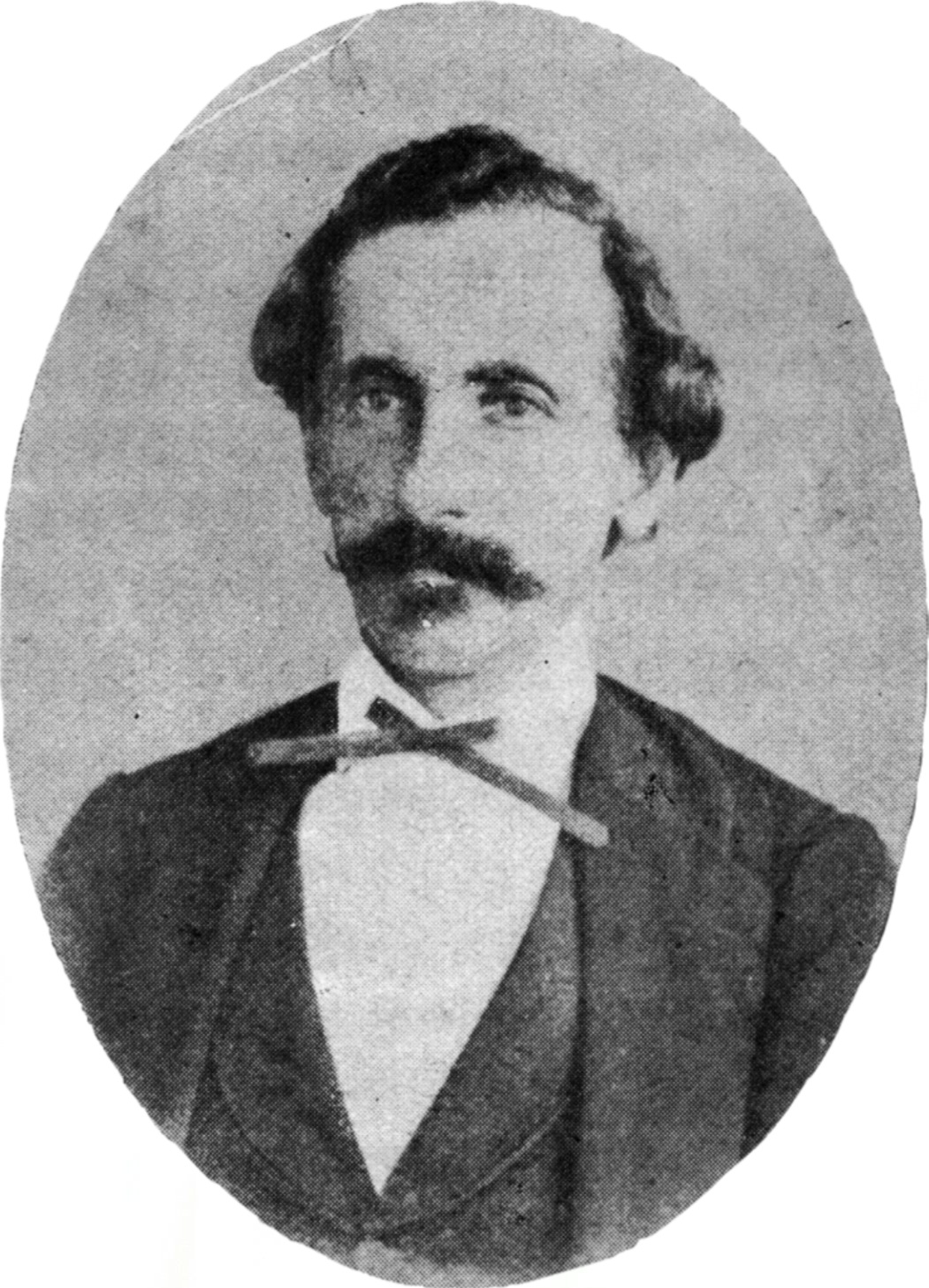
Cirilo Antonio Rivarola

Cirilo Antonio Rivarola Acosta (* 1836 in Barrero Grande; † 31. Dezember 1879 in Asunción) war ein paraguayischer Politiker, der zwischen 1869 und 1870 Präsident eines provisorischen Regierungstriumvirats sowie von 1870 bis 1871 Präsident von Paraguay war.

## Leben
Rivarola wurde am 15. August 1869 Präsident eines provisorischen Regierungstriumvirats (Triunviro del Paraguay), dem ferner Carlos Loizaga und José Díaz de Bedoya angehörten, und damit Nachfolger von Präsident Francisco Solano López, der jedoch faktisch bis zu seinem Tode am 1. März 1870 weiter regierte. Am 31. August 1870 wurde dieses Triumvirat durch Facundo Machaín abgelöst, der jedoch bereits am 1. September 1870 wieder durch Rivarola abgelöst wurde, der nunmehr zunächst bis zum 25. November 1870 provisorisch regierte und danach das Amt als vierter Präsident von Paraguay antrat. Dieses Amt bekleidete er bis zu seinem Rücktritt am 18. Dezember 1871 und wurde daraufhin vom bisherigen Vizepräsidenten Salvador Jovellanos abgelöst.
Im Oktober 1877 unternahm Rivarola einen Staatsstreich gegen Präsident Higinio Uriarte, den dieser allerdings niederschlagen konnte. Uriartes Nachfolger Cándido Bareiro garantierte ihm die Rückkehr nach Asunción, wo er am 31. Dezember 1879 nach einem Treffen mit Präsident Bareiro auf Anweisung von Kriegsminister Bernardino Caballero von unbekannten Maskierten erstochen wurde.

## Weblink
- Eintrag in rulers.org